# Арсиноја III
Арсиноја III Филопатор (? — умрла око 204. п. н. е.) била je египатска краљица, ћерка Птолемеја III Еуергета и Беренике II и жена властитог брата Птолемеја IV Филопатора. Пала је као жртва дворске завере. За живота је проглашена богињом. Њен култ био је спојен са култом Сераписа и Изиде.